# Tropidorhinella montana
Tropidorhinella montana är en insektsart som beskrevs av Schmidt 1918. Tropidorhinella montana ingår i släktet Tropidorhinella och familjen spottstritar. Inga underarter finns listade i Catalogue of Life.